# Icce
Az icce vagy Itce, (e:ice) = régi magyar űrmérték, 0,84 l. Helyenként és koronként változó, általában 7-8 dl folyadékot jelölt, de voltak ennél kisebb, illetve nagyobb mennyiségű iccék is. Bor és egyéb italok mérésére használták a 17-18. században. A bor mérésére manapság is használják.

„Rója fel a rézfokosom nyelére,
Hány icce bort ittam én ma hitelbe.”
Népdal.

## Egyes helyi iccék
Az icce mérete helyenként így változott:
- magyar icce 0,65658 liter
- pozsonyi icce 0,839 liter
- egy kis (erdélyi) icce 0,707 liter

Nagyobb mértékegysége a pint, ami kb. 2 kis icce, 1,4-1,6 liter folyadék.

## A nagyicce
Az icce 8 dl nagyságú volt, a cinkotai nagyicce azonban az egykori feljegyzések alapján 3 meszely bort tartalmazott (1 meszely = 3 dl). Így 9 dl-t kapott a vendég, persze közönséges icce árában, még a XX. század elején is.[forrás?]
Az icce mértékegységhez kapcsolódik A cinkotai kántor című Mátyás király-legenda. Amikor az iszákos cinkotai kántor találkozott Mátyás királlyal, azt kérte, hogy Cinkotán az icce nagyobb legyen.
Erről a történetről kapta a nevét cinkotai Nagyicce vendéglő. A kocsmát, amit a hagyomány szerint a történethez kötnek, legenda szerint már a XV. században valószínűleg állt és a kétezres évek elején a helybeliek tiltakozása ellenére a telek tulajdonosa lebontatta és autókereskedést nyitott a helyén. Valójában azonban nem az az eredeti épület. A 2010-es évekig megtalált első írásos adat, ami egy Cinkota területén található fogadóról szól, 1801-ből származik, a Beniczkyek vagyonfelmérésből. A „Cinkotai nagy itzéhöz” megnevezés először 1850-ben, egy bérleti szerződésében olvasható, majd 1882-ben a III. katonai felmérés térképén is megjelent. Először viszonylag pontos katonai és topográfiai térképeken is csak 1852-ben jelenik meg rajzjele, ezt követően számos térképen beazonosítható a patinás, régi épület, ami mellé 1912-ben az egyik bérlője építtetett új, akkor modern sarokvendéglőt ugyanazon a néven. Ez utóbbi az 1950-es évektől 1988-ig egészségház, tüdőgondozó lett, majd az egykori hatalmas kerthelyiség egy részén autójavító műhely nyílt. Ennek tulajdonosa 1996-ban szerezte meg az addigra fővárosi védettséget kapott saroképületet, ami végül vitatott körülmények között 2000-ben összedőlt. A régi cinkotai Nagy itczét ez után 10 évvel bontották le, címeres tégláiból 2014-ben, az új tulajdonos egy vitrin szerű falat emelt, benne egy történelmi tablóval a hajdani fogadóról, amit a helyi KHEK Helytörténeti Gyűjtemény munkatársa állított össze. A nevét az egykori vendéglővel szemben lévő Nagyicce megállóhely is őrzi.